# 崇有論
《崇有论》，是中国古代的一篇哲学论著。西晋裴頠撰。
魏晋时期有“以无为本”的“贵无”的思想，认为“无”（无名、无形、虚无）是“有”（有名、有形、实有）的根本，“无”无非是“有”的亏损的状态。崇有论旨在否定万物以无为本的理论，阐述“无”不能生“有”，以“有”为世界本体。从人的思想活动和生产活动以及事物的互相联系等方面肯定“有”存在的真实性。指斥“贵无”学说破坏了礼教和社会秩序，给社会带来的危机。《崇有论》收入《晋书》卷三十五裴頠传。光绪中，该文又由严可均辑入 《全上古三代汉魏三国六朝文·全晋文》。